# 토스터

전형적인 토스터의 모습

토스터(영어: toaster 또는 toast maker)는 토스트용으로 자른 식빵을 표면만 빨리 굽기 위한 기구이다. 발열체는 용량이 상당히 큰 것을 사용한다. 자동식의 기구는 바이메탈식과 시계장치식이 있다.

## 종류
조작의 형식에 따라서, 빵을 한쪽을 구워서 뒤집는 턴오버(turnover)형과, 빵 양쪽에 발열체를 장치하고 빵조각을 그 사이에 끼워서 굽는 홉업(hopup)형이 있다. 후자의 경우는 다 구워지면 빵이 자동적으로 튀어오르는 동시에 스위치가 꺼지는 자동식이 있으며 최근에는 거의 이런 형이 쓰인다.
빵을 토스터의 한쪽에 넣으면 소형 모터에 의한 이동장치로 자동적으로 발열체 사이를 지나는 동안에 구워져서 반대쪽으로 나오는 워킹형도 있는데, 연속적으로 빵을 구울 수가 있고 또 빵이 골고루 구워지는 장점이 있다.
오븐형의 토스터도 있는데 이는 토스터 오븐(toaster oven)이라 불린다. 토스트를 굽기 위한 전용 오븐(oven)이며 일반 오븐에 비해 크기가 매우 작다. 토스터 오븐은 적절한 시간을 마음대로 설정해 주기 때문에 각각 개인 취향에 맞는 토스터를 만들어 먹을 수도 있다.

### 팝업 토스터

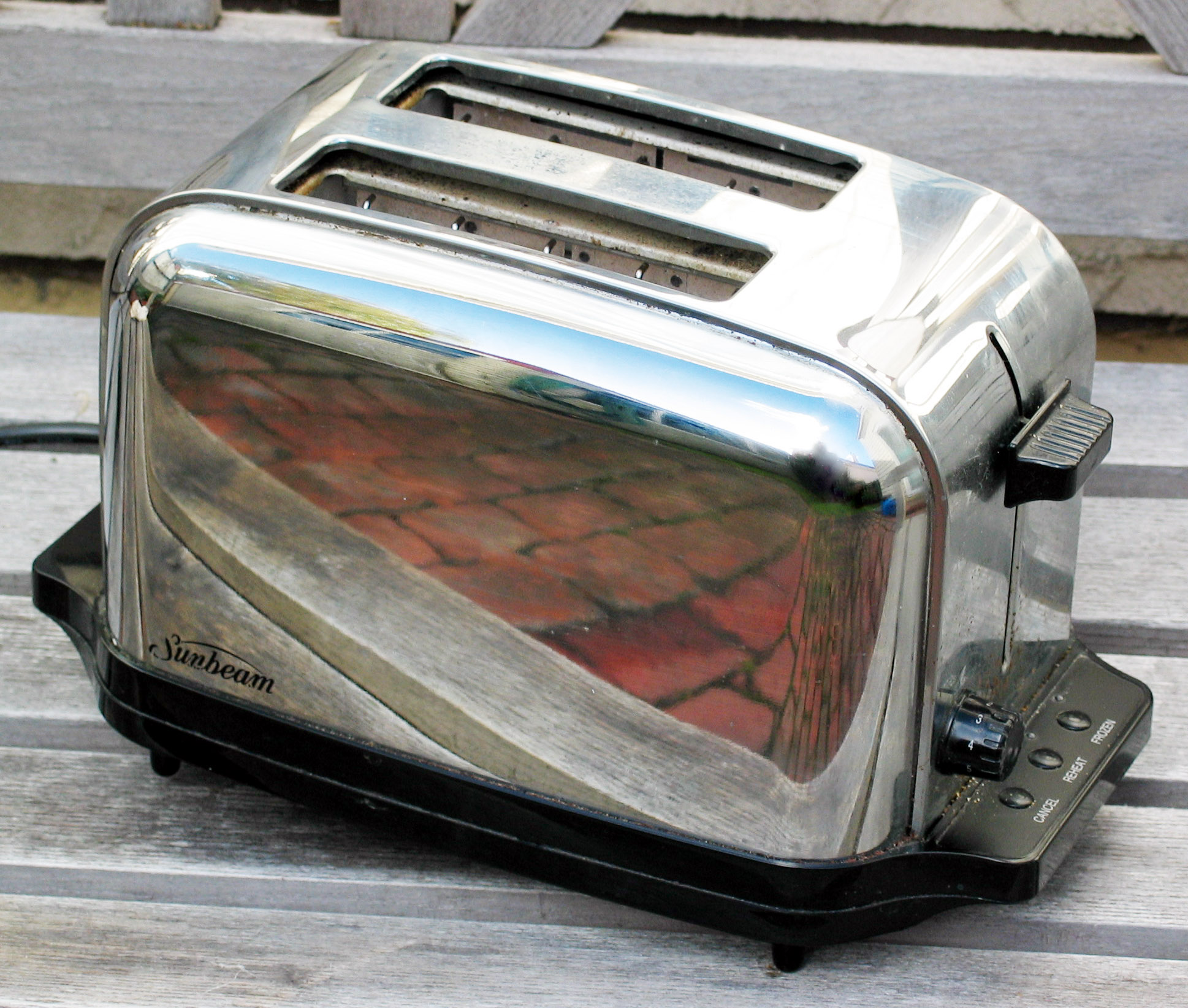
고전적인 형태의 크롬 2슬롯 자동 전기 토스터

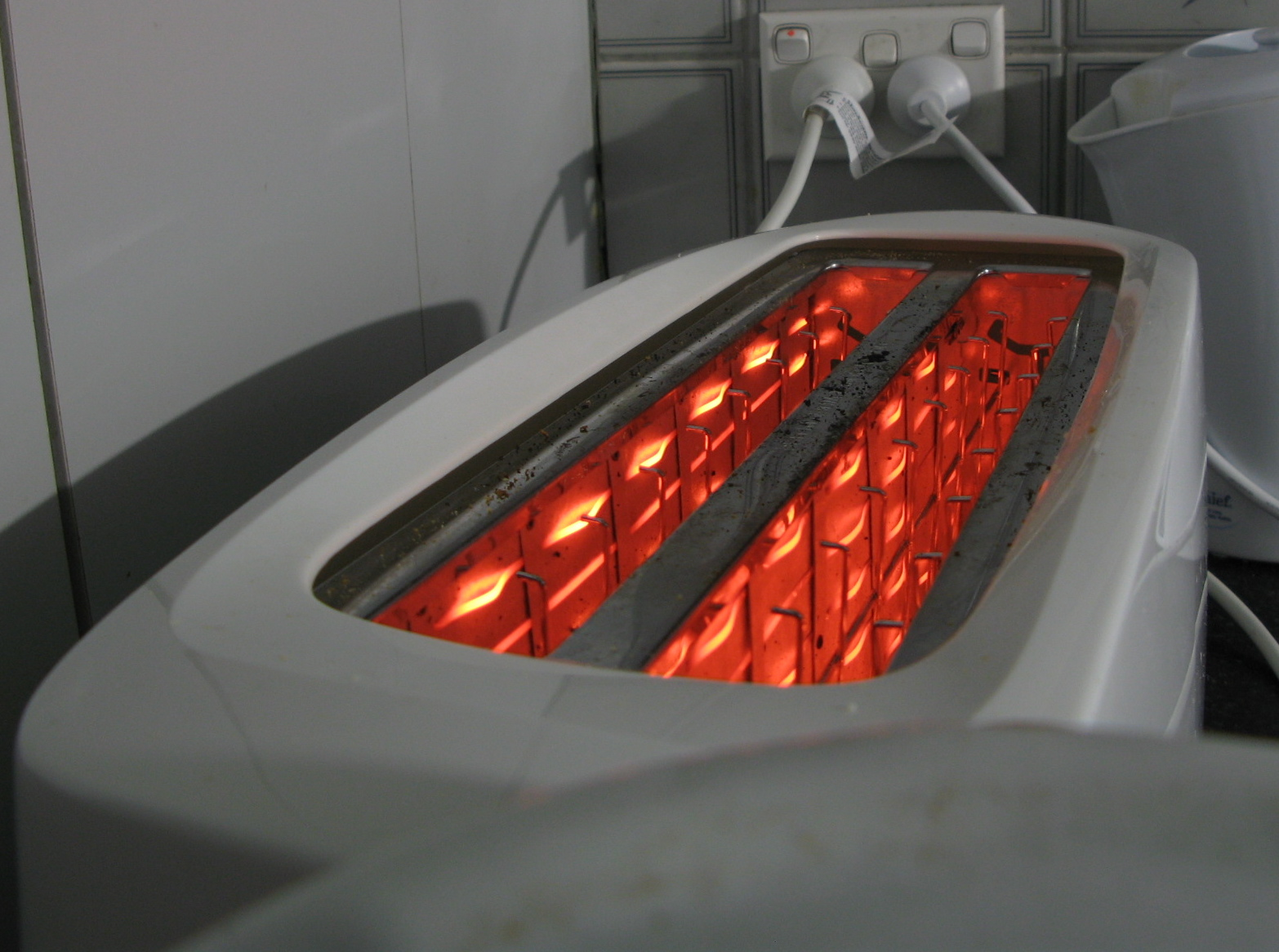
현대형 2슬롯 토스터의 빨갛게 빛나는 발열체

팝업(pop-up) 토스터는, 식빵을 토스터 상단의 슬롯(일반적으로 식빵 하나가 들어갈만 정도의 크기)에 세로로 삽입된다. 그리고 토스터 측면에 있는 레버를 눌러서 토스터를 작동시킨다. 토스터 내부 장치에서 빵이 모두 구워졌다고 판단하면 토스터가 꺼지고 토스트가 슬롯에서 튀어나오게 된다.
초기에는 토스트 작업의 완료가 기계식 시계 태엽 타이머에 의해 결정되었다. 사용자는 타이머의 작동 시간을 조정하여 굽는 정도를 결정할 수 있지만 첫 가열은 토스터가 아직 워밍업되지 않았기 때문에, 이후 가열할 때 보다 덜 구워진다. 1930년대 이래로 만들어진 토스터는 토스트에 가까이 붙은 바이메탈과 같은 열 감지기를 주로 사용한다. 이렇게하면 첫 가열을 이후 가열때보다 오래 지속될 수 있다. 열 장치는 또한 토스트 자체의 실제 온도에 약간 반응한다. 타이머와 마찬가지로, 사용자가 굽는 정도를 결정할 수 있다.
토스트에 공급되는 열을 조절하기 위해 가장 일반적으로 사용되는 방법은 가변 시간 또는 열 감지기이다.
팝업 토스터는 직육면체 이외의 다양한 외형을 가질 수 있으며 크롬, 구리, 브러시드 메탈, 색상 플라스틱 같은 외장 마감 처리를 할 수 있다. 토스트의 마케팅 및 가격은 좋은 토스트를 생산하는 데 있어 품질의 지표가 아닐 수도 있다. 일반적인 현대식 2슬라이스 팝업 토스터는 600에서 1200 W까지 끌어올 수 있다.
2012년 미국에서 팝업 토스터의 일반적인 시장 가격은 15달러였다.

### 토스터 오븐

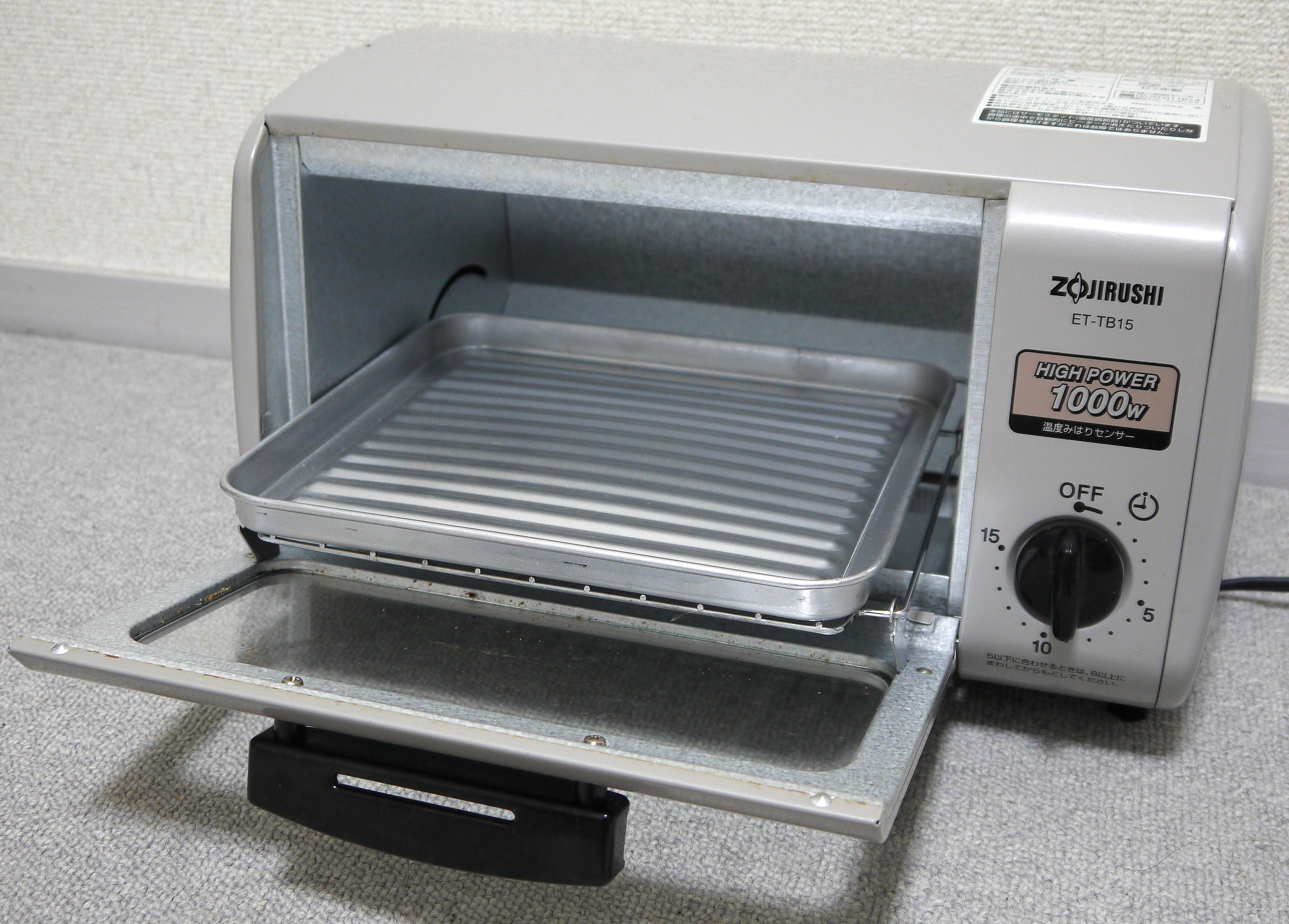
일본산 토스터 오븐

토스터 오븐은 정문, 석쇠 선반, 이동식 베이킹 팬이있는 소형 전기 오븐이다. 토스터 오븐으로 빵을 구울 때는, 식빵을 선반에 수평으로 놓는다. 빵이 다 구워지면 토스터 전원이 꺼지긴 하나, 대부분의 경우 수동으로 문을 열어야한다. 대부분의 토스터 오븐은 토스터보다 큰 수준이지만, 아무리 작은 크기라도 오븐의 대부분 기능을 수행할 수 있다.  토스트에 마늘빵이나 치즈 같은 토핑으로 토스트를 요리하는데 사용할 수 있다. 팝업 토스터의 2~3분과 비교하여 오븐에서 토스트를 만들기 위해 4~6분이 걸린다. 토스트가 토스터 오븐에서 팬의 돌출선 부분 위에 놓여 있기 때문에, 토스트에는 한쪽면에 줄무늬가 생긴다.

## 역사

전기식 이전의 토스터

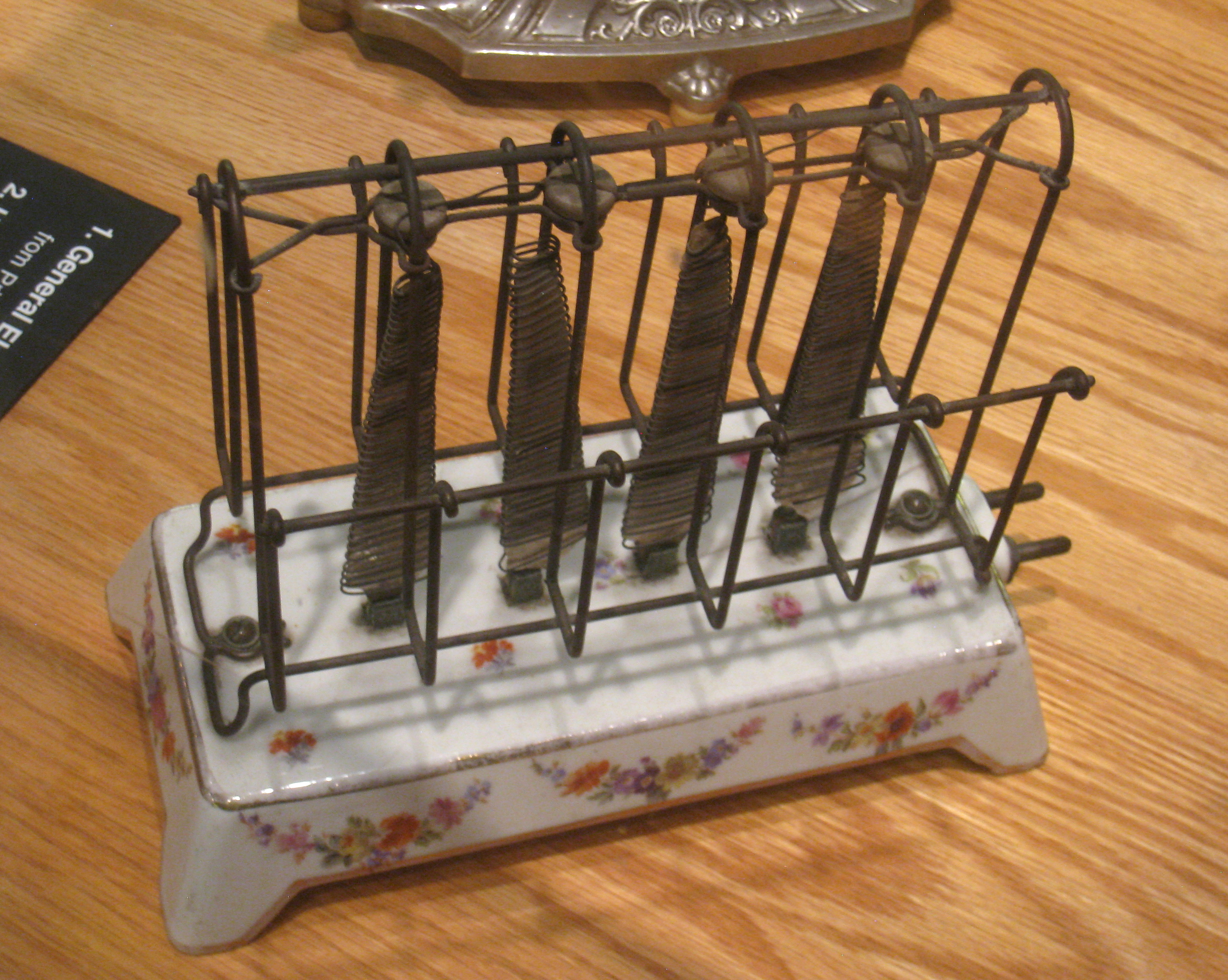
1910년대의 제너럴 일렉트릭 모델 D-12 토스터

전기 토스터가 개발되기 전에는 식빵을 금속 프레임이나 긴 자루가 달린 토스팅 포크(toasting-fork)에 놓고 불 근처 또는 부엌 그릴 위에 놓아 구워야했다. 단, 직화로 빵을 굽는 기구는 19세기 초반에 이미 나타났으며, 연철로 만든 장식 도구가 포함되어 있었다.

### 발열체의 개발
당시의 주요 기술적 문제는 쉽게 끊어지거나 녹거나 하지 않고 고열을 지속적으로 유지해주는 발열체의 개발이었다. 조셉 스완(Joseph Swan)과 토머스 에디슨(Thomas Edison)이 처음으로 상용화에 성공한 백열 전구을 발명함으로 유사한 기술적 과제가 극복되었다. 단, 전구는 토스터에 사용할 수 없는 진공의 존재를 이용했다.
최초의 자립형 전기 토스터 이클립스(Eclipse)는 1893년에 잉글랜드 에식스주 첼름스퍼드의 크롬턴 & 컴퍼니에 의해 만들어졌다. 이것은 나전선으로 빵을 한 번에 한쪽 면을 구웠다.
발열체의 문제는 1905년 알버트 마쉬(Albert Marsh)라는 젊은 기술자가 니크롬(Nichrome)으로 알려진 니켈과 크롬의 합금을 설계함으로써 해결되었다.
전기 토스터에 대한 최초의 미국 특허 출원은 디트로이트의 미국전열회사(American Electrical Heater Company)의 조지 슈나이더(George Schneider)에 의해 마쉬(Marsh)와 공동으로 제기되었다. Hoskins 회사가 크로멜(chromel)로 고려한 첫 번째 지원중 하나는 토스터이지만, 결국에는 전선 자체를 만드는 데 집중하기 위해 지원을 포기했다.
최초의 상업적으로 성공한 전기 토스터는 1909년 제너럴 일렉트릭에서 소개된 GE 모델 D-12였다. "앨런 맥마스터스(Alan MacMasters)"라는 사람이 토스터를 발명했다는 말은 사실이 아니며, 2010년대에 위키백과에 작성된 허구에서 비롯되었다.

### 양면 및 자동 팝업 기술
1913년 로이드 그로프 코프먼(Lloyd Groff Copeman)과 그의 아내 헤이즐 버거 코프먼(Hazel Berger Copeman)은 다양한 토스터 특허를 신청했으며, 같은 해 코프먼 일렉트릭 스토브 컴퍼니(Copeman Electric Stove Company)는 자동 빵 뒤집기 장치를 갖춘 토스터를 출시했다. 이 회사는 또한 "토스트를 뒤집는 토스터(toaster that turns toast.)"를 제작했다. 그 전에 전기 토스터가 한쪽면에서 빵을 구운 다음 손으로 뒤집어 다른 면을 구웠으나. 코프먼의 토스터는 빵을 건드리지 않고 다른 면을 구울 수 있다.
빵을 다 구운후 토스트를 뱉어내는 자동 팝업(pop-up) 토스터는 1921년 찰스 스트라이트(Charles Strite)에 의해 처음 특허를 받았다. 1925년에 워터스 겐터 컴퍼니(Waters Genter Company)에서 스트라이트의 토스터를 재설계하여 최초의 자동 팝업 기능과, 동시에 두 개의 빵을 넣을 수 있고, 타이머에 가열 요소를 설정할 수 있는 가정용 토스터인 Model 1-A-1 Toastmaster를 선보였다.

## 같이 보기
- 식빵
- 토스트
- 오븐